# Neohyssura bilara
Neohyssura bilara är en kräftdjursart som beskrevs av Gary C.B. Poore och Lew Ton 1988. Neohyssura bilara ingår i släktet Neohyssura och familjen Hyssuridae. Inga underarter finns listade i Catalogue of Life.